# Johann Christian Sperling

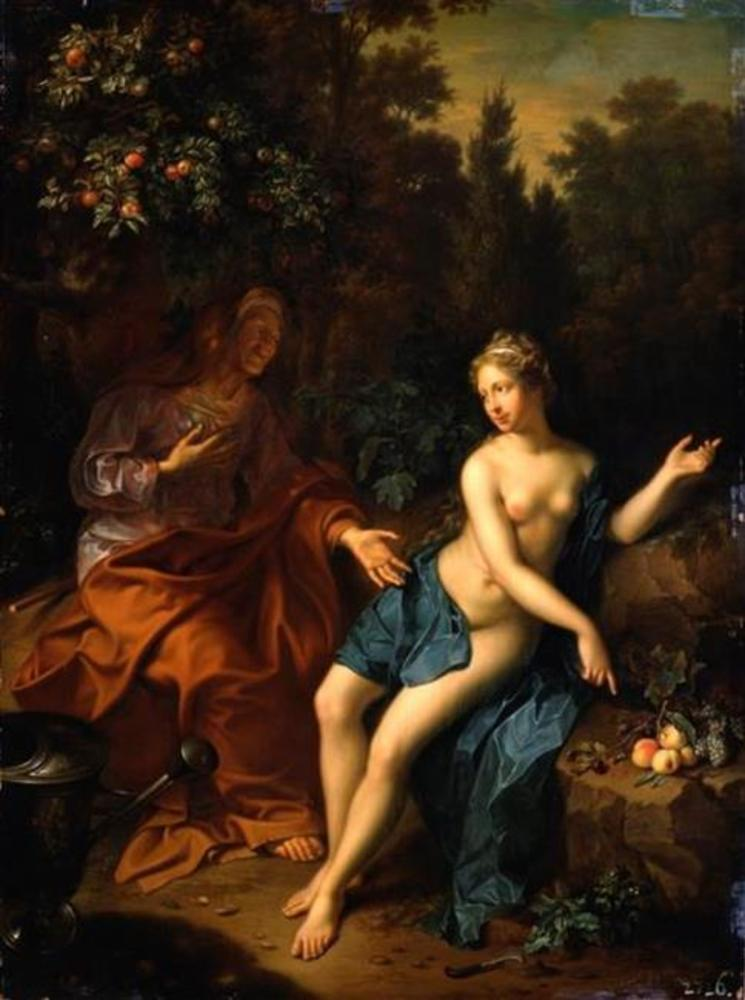
Vertumnus und Pomona (1719)

Johann Christian Sperling (* 31. Juli 1689 in Halle (Saale); begraben am 10. Oktober 1746 in Ansbach) war ein deutscher Maler.

## Leben
Sperling wurde als Sohn des Malers Johann Heinrich Sperling (1660–1718) geboren und studierte in Hamburg und Leipzig. Im Jahr 1710 erhielt er in Ansbach beim Markgrafen Wilhelm Friedrich von Brandenburg-Ansbach eine Anstellung als Hofmaler. Er malte hier u. a. den Markgrafen und verschiedene Mitglieder und Angestellter des Hauses Ansbach, sowie Darstellungen diverser Götter. Später begab er sich dann nach Rotterdam, um sich unter Adriaen van der Werff, der ihn für seinen besten Schüler erklärt haben soll, weiter auszubilden. Der Maler Johann Bernhard Gottfried Hopfer war ein Schüler von Sperling. Von ihm stammt auch das bisher einzig bekannte Bildnis des Ansbacher Kapellmeisters Georg Heinrich Bümler.

## Werke (Auswahl)
- Vertumnus und Pomona, (1719), Gemäldegalerie Alte Meister Dresden
- Danaë, (1724), Privatbesitz
- Karl Wilhelm Friedrich von Brandenburg-Ansbach, (1729), Alte Pinakothek München
- Friederike Louise von Brandenburg-Ansbach, (um 1746), Privatbesitz
- Brustbild eines Orientalen in Pelz und buntem Kopftuch, (1746, das Gemälde aus dem Herzoglichen Museum Gotha galt ab 1943 als verschollen, 2012 wieder restituiert)

## Ausstellungen
- Rahmenkunst: Auf Spurensuche in der Alten Pinakothek. Alte Pinakothek München, 28. Januar – 18. März 2010.[1]